# 東川孝
東川 孝（ひがしかわ たかし、1934年（昭和9年）5月8日 - 2015年（平成27年）8月18日）は、日本の政治家。北海道苫小牧市出身。北海道千歳高等学校卒。北海道千歳市市長（1991年-2003年）。

## 経歴
1950年（昭和25年）に千歳町役場（現在の千歳市役所）に、事業生として入り、1954年（昭和29年）には千歳町役場を退職し、北海道自治講習所に入所し、1年間通い、翌1955年（昭和30年）の4月1日に再び千歳町役場に入り、税務課町民税係へ配属される。その後、企画調整課企画係長や環境部環境課長、経済部長等を経て、1987年（昭和62年）の12月6日に千歳市収入役となる。1991年（平成3年）の1月16日には、千歳市長選出馬の為、同市収入役を辞任し、同年4月21日の同市長選において、無所属で当選し、その後、千歳市長を3期12年勤めた。
2015年（平成27年）8月18日、腎臓がんのため死去。81歳没。

## 親族
- 母方の祖父「石山七三郎」の養父は、千歳市の前身である「千歳郡各村戸長役場」の初代戸長を務めた「石山専蔵」である[6][7]。